# Turniej o Srebrny Kask 1992
Turniej o Srebrny Kask 1992 w sporcie żużlowym - coroczny turniej żużlowy organizowany przez Polski Związek Motorowy. Dwudziesty siódmy finał odbywał się w Grudziądzu, gdzie Tomasz Gollob wygrał.

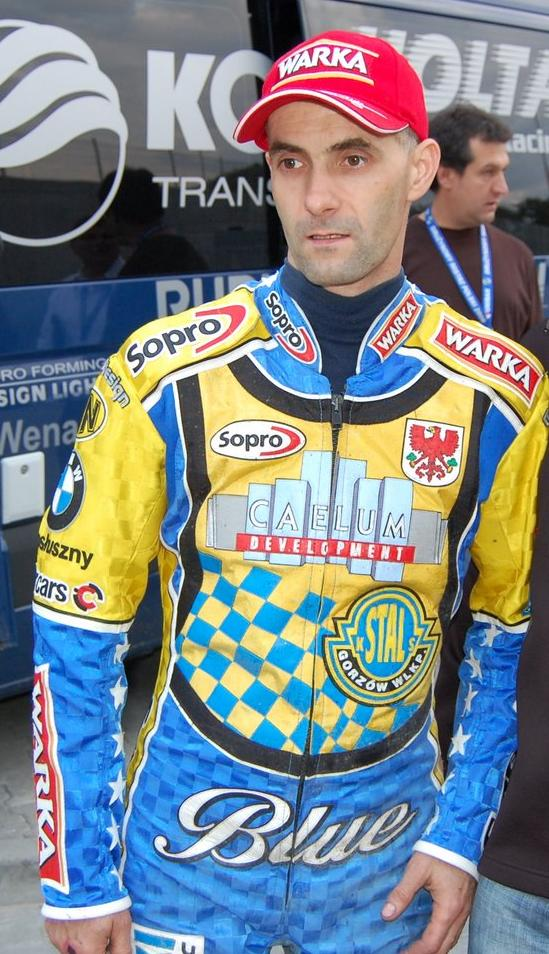
Tomasz Gollob - zdobywca SK 1992

## Finał
- 15 września 1992 r. (wtorek), Grudziądz

| Msc. | Zawodnik                | Klub                      | Pkt |             |  |
| ---- | ----------------------- | ------------------------- | --- | ----------- |  |
| 1    | Tomasz Gollob           | Polonia Bydgoszcz         | 13  | (3,3,2,3,2) |  |
| 2    | Tomasz Bajerski         | Apator Toruń              | 12  | (0,3,3,3,3) |  |
| 3    | Robert Sawina           | Apator Toruń              | 12  | (3,2,1,3,3) |  |
| 4    | Artur Pawlak            | Morawski Zielona Góra     | 11  | (2,2,3,2,2) |  |
| 5    | Jacek Rempała           | Unia Tarnów               | 10  | (2,3,2,2,1) |  |
| 6    | Sławomir Derdziński     | Apator Toruń              | 9   | (1,3,1,1,3) |  |
| 7    | Marek Hućko             | Stal Gorzów Wlkp.         | 9   | (1,0,2,3,3) |  |
| 8    | Andrzej Zarzecki        | Morawski Zielona Góra     | 9   | (3,0,3,2,1) |  |
| 9    | Robert Kużdżał          | Unia Tarnów               | 8   | (2,2,3,1,d) |  |
| 10   | Marek Mróz              | Kolejarz Opole            | 6   | (1,1,1,1,2) |  |
| 11   | Tomasz Pawelec          | Motor Lublin              | 4   | (u,2,2,w,d) |  |
| 12   | Grzegorz Rempała        | Victoria Rolnicki Machowa | 4   | (2,1,1,0,0) |  |
| 13   | Krzysztof Zieliński     | Sparta Wrocław            | 4   | (w,1,0,2,1) |  |
| 14   | Tomasz Zieliński        | Polonia Piła              | 3   | (3,w,0,0,0) |  |
| 15   | Dariusz Hełmecki        | Sparta Wrocław            | 3   | (1,w,0,1,1) |  |
| 16   | Piotr Protasiewicz      | Morawski Zielona Góra     | 2   | (0,0,0,0,2) |  |
|      | rez. Mariusz Staszewski | Stal Gorzów Wlkp.         | 1   | (1)         |  |

Uwaga!: Robert Sawina zrezygnował z barażu o drugie miejsce (wystąpił w nim z kontuzjowaną ręką).